# 石田紗英子
石田 紗英子（いしだ さえこ、1980年〈昭和55年〉5月12日 - ）は、奈良県生まれのフリーアナウンサー。同志社女子大学短期大学部英米語科卒業。
「やさしいマナー研究所」の代表でもあり、小学生から社会人まで幅広い層を対象に、マナー講師としても活動している。

## 略歴
JALグループの日本アジア航空（2008年4月1日に日本航空インターナショナルに吸収合併）で客室乗務員として勤務の後、ウェザーニューズ第1回ケータイキャスターオーディションに合格した。
2005年11月1日から2006年2月13日まで、関東地区の第1期キャスターとして、携帯電話向け動画番組『おは天』、JR東日本の車内モニター上映番組『山手線チャンネル』などに出演した。ウェザーニューズとの契約終了後は、共同テレビジョンに所属（2008年11月まで）した。フリーアナウンサーとして、テレビ番組リポーターや、雑誌連載などで活動した。
共同テレビジョンから生島企画室（現在のFIRST AGENT）に移籍して以降は、テレビ番組出演などのほか、2009年4月27日からは、ウェザーニューズの自社制作番組に再登場した。2010年3月31日まで、24時間生放送『SOLiVE24』においてお天気キャスターを務めた。2013年4月1日付けでレプロエンタテインメントへ移籍した。同年8月、マナー・プロトコール検定2級を取得した。2014年3月、マナー・プロトコール講師養成講座を修了した。同年4月、法政大学文学部史学科3年次に編入した。
2015年3月、マナー・プロトコール検定準1級を取得した。同年9月、「ひかりTV（アイキャスト）番組審議委員会」の委員に就任した。同年10月、公式ブログで結婚を報告した。同年、「やさしいマナー研究所」の代表、BMW JAPANマナー講師に就任した。
2016年6月、第1子妊娠を報告した。同年7月、年内の本格復帰をめどに、早朝番組を卒業して仕事をセーブし出産体制に入る。同年10月、第1子女児を出産したことを報告した。同年11月、約2ケ月の産休を経て仕事に復帰する。2017年10月、奈良県吉野町観光大使に就任した。2018年6月、企画から携わった番組「奈良・吉野の桜　～いにしえびとからのおくりもの～」が放送（ひかりTV、「dTV」）された。同年8月、キッズ向けセレクトショップStompStampとコラボした商品「ポンポン付きレギンス」を発表した。
2019年1月、セミナー講師や企業レセプションの司会業等を受諾する「株式会社石田紗英子事務所」設立を発表し、引き続きレプロエンタテインメントに所属することも発表した。

## 人物
- 視聴者コメントを取り入れながらの生放送に関わることが多く、番組におけるSNSの活用や視聴者とのやりとりには定評があり、またSNSでの発信には積極的で、趣味のDIYを紹介したり、社会の話題などに自身の思いを綴ることもある。
- 「歴女」を自認する旅好きで、戦国の歴史を中心に各地の城や城跡、古戦場巡りを一つの趣味としている。
- 以前にはファッション誌や週刊誌等でのモデル経験もあり、現在もWEBマガジンなどで被写体となることも多く、ビジュアル的な活動も継続している。
- 政治・経済番組での共演をきっかけに、著名人とのつながりも多彩で継続した親交も多い。

## 作品

### 映像作品
- 晴れのちドキドキ（2011年12月24日、竹書房、監督：Naohiko Nakamura）[11]

## 出演

### 出演中・公開中
- JBpress（日本ビジネスプレス）[12]
  - ベンチャー社長に聞くタイムマシン経営学【連載】（2019年7月24日 - ）[13]
- ニューズ・オプエド[14]（2019年6月27日 - ）（アシスタント）[15]
- ジュルナルクボッチのファッショントークサロン[16]（2017年8月10日 - ）（アシスタント）SMART USEN
- ニコニコ生放送→動画一覧
  - JAXA宇宙航空最前線[17]（2011年7月19日 - ）（ナビゲーター）[18][19][20][21][22][23]
  - 夏野政経塾[24]（2012年10月9日 - ）（アシスタント）[25][26][27][28][29]
  - N高等学校オープンキャンパス[30]（2015年11月9日 - ）（ナビゲーター）[31]
  - おかしなワールドリサーチ[32]（2016年3月26日 - 4月9日）（司会）[33]
  - 天龍源一郎&ロッシーのバイノーラルニュースSHOW!! MC/石田紗英子（2016年12月16日）（司会）[34]
- Story 〜長寿企業の知恵〜[35]（2017年1月15日 - ）（アシスタント）FRESH! by CyberAgent

→放送リスト（アーカイブ）
- 日本マイクロソフト
  - 【Power BI for Office 365 基本操作】サービスの概要について（2016年12月13日 - ） [36]
  - Microsoft PCアクセサリー 知って欲しい3つのコト キャンペーン（2016年8月9日 - ）（メインモデル、ナレーション）[37]
- futo（河井真奈プロデュース「物語る（ギフト）」webサイト）
  - 読み物／futoコンシェルジュ 〜スタイリストのアイデアをおすそわけ〜[38]（2016年11月15日）
- ホーユー株式会社
  - プロエナジーフォーメン ＮＹバーバースタイル（2016年10月 - ）[39]
- 横濱ツウ!![40]（2012年4月16日 - ）（ナビゲーター）J:COM
- FORZA STYLE[41]（講談社Webマガジン）→記事一覧
  - 元 CA が教えるビジネスマナー「キュン マナ」【連載】（2016年1月15日 - ）[42]
  - ドルツとはじめる新・生活習慣。【PR】（2016年3月17日 - ）[43]
  - 柔道オリンピック3連覇 野村忠宏、今だから語る「ナルシストのススメ」（2016年2月23日 - 3月2日）[44]
  - 独占インタビュー!?SAKE”を極める中田英寿の「これから」（2016年2月15日）[45]
  - ダメ男がイケフォーになるまでの課外授業「教えて、お姉さま!」（2015年12月7日）[46]

 最近の出演 
- TBSラジオ
  - 爆笑問題の日曜サンデー（2018年8月19日）（中継リポーター（サンデー中継くん））[47]
- MBSラジオ
  - サンデーライブ ゴエでＳＨＯＷ！（2018年4月15日）（ゲスト 吉野町観光大使）
- イベント
  - UHA味覚糖「SIXPACKプロテインバー」発売記念イベント（2018年12月17日）（司会）
  - ARUHI presents 本当に住みやすい街大賞2019（2018年12月12日）（司会）
  - 2018年間 USEN HIT ランキング発表会（2018年12月5日）（司会）
  - ひかりTV10周年の集い（2018年11月6日）（司会）
  - 日本遺産吉野シンポジウム（2018年9月27日）（司会）
  - 工大祭2017Prism（東京工業大学学園祭）講演「アナウンサー石田紗英子が教える！！日本人に必要なマナーって?～2020年東京五輪に向けて」（2017年10月7日）（講師）
  - 第3回東京理科大葛飾地区理大祭（2015年10月22日）（司会）
- BS日テレ
  - 演歌界のグルメ姫が行く!伍代夏子&香西かおりの市場旅（2017年9月14日）（ナレーター）
- ソラトニワ原宿[48]
  - ノーチンのGolden Step（2016年7月29日）（ゲスト）
- TBSテレビ
  - 直撃!コロシアム!! ズバッと!TV（2016年5月16日）
- テレビ東京
  - 小峠漫遊記 激ウマふれあいビンゴ旅!沖縄編（2016年4月7日 - 4月28日）（ナレーター）
- フジテレビ - ホウドウキョク
  - あしたのコンパス（2015年4月8日 - 2016年3月30日）（レギュラーパートナー）[49]
- マイナビ
  - 就活スタイルブック（2016年1月）（マナー講師）
- NOTTV 1
  - F1速報TV（2014年9月28日 - 2015年12月26日）（レギュラーリポーター）
  - エロメン一徹のアルティメットレクチャー（2015年7月26日）（ゲスト マナー講師）
- Woman Insight[50]（小学館Webマガジン）→記事一覧
  - スープにパンをつけてOK?プロに聞いた!その食事マナー、間違ってますよ!（2015年10月8日）[51]
  - プロに聞いた!知らないの?その結婚式マナー、間違ってますよ!（2015年10月4日）[52]
- TOKYO FM
  - JA全農 presents ありがとうをむすぼう☆渋谷スペイン坂・おむすび感謝の日![53]（2015年11月23日）（リポーター兼アシスタント）
  - 知英の季節（2015年10月14日）（ゲスト マナー講師）
- MBSテレビ
  - メッセンジャーの○○は大丈夫なのか?（2015年10月22日）（ゲスト）
- FMヨコハマ
  - Lucky Me（2015年5月17日）[54]（パーソナリティ）

 過去の出演 
- SUNDAY FLICKERS[55]（2015年7月5日 - 2016年7月31日）JFN系列
- ウェザーニューズ
  - おは天（2005年11月1日 - 2006年2月13日）（第1期関東地区キャスター）
  - 解説付天気予報（お天気物語）[56]（月 - 金・夜担当）
  - ソラマド オールナイト1部[57]（木・金曜担当、2009年4月27日 - 10月2日）
  - SOLiVE Night（主に月・水・木曜担当、2009年4月27日 - 2010年3月31日）
  - トレインチャンネル（山手線・中央線・京浜東北線の車内モニターで上映）
- TBSテレビ
  - 2時っチャオ!（2008年12月8日）（チャオ検、鍋検定レポーター）
  - BooBo Enterprise[58]
- フジテレビ
  - 新・週刊フジテレビ批評（2009年10月3日 - 2013年3月30日）（お天気キャスター）
- テレビ朝日
  - 報道特捜 第11弾 列島追跡! 謎の増殖生物SP（2011年10月1日）（レポーター）[59]
  - Qさま!! プレッシャーSTUDY2012 ヤングインテリ美女軍団VSアダルトインテリ美女軍団 日本人なら知っておきたい問題SP（2012年5月28日）
  - Qさま!! プレッシャーSTUDY2012 アナウンサー・キャスター軍団VSインテリ芸人軍団 正しい日本語SP（2012年12月3日）
- テレビ静岡
  - くさデカ（ゲスト）
  - テレしず通りパロパロ（レポーター）
  - セノバガアル〜新静岡セノバ大解剖SP〜（2011年10月8日）（番組ナビゲーター）
- チバテレ
  - 塾長・生島ヒロシの定年塾（2009年1月8日 - 2012年3月25日）（アシスタント）
- BS-TBS
  - Turning Point～賢者の選択～（2010年4月4日 - 2011年3月30日）[60]（アシスタント）
- BSフジ
  - BSフジLIVE ソーシャルTV ザ・コンパス[61]（2012年4月28日 - 2013年3月30日）（SNSウォッチャー）
  - カンニングのDAI安☆吉日![62] （2012年7月29日）
- BS12
  - "お金を産む資産"が未来を守る 〜今ならではの投資法〜（2009年6月5日）（レポーター）
- JCNよこはま
  - デイリー横浜（2007年4月 - 2009年3月）
  - ちょっとよりたいこんな店（レポーター）
- NOTTV
  - notty★live（月曜担当、2012年8月20日 - ）[63]（nottyなび）
- 講談社携帯電話向けサイト「ケータイ一週間」（隔週日曜連載）
- ROCK IN JAPAN FESTIVAL 2007（レポーター）
- NACK5
  - アテラジ!（2013年11月3日25時 - 28時）
- ニンテンドー3DS
  - 日刊トビダス[64]（いつの間にテレビ、フジテレビ製作、2011年6月21日 - 2012年6月20日）
  - トビダスZ（ニンテンドービデオ、フジテレビ製作、2012年10月26日 - 2013年1月1日）
- BS11
  - リベラルタイム[65]（2011年4月9日 - ）（アシスタント）
- TBSテレビ
  - サンデージャンクション（サンデージャポン内）
  - プレジデントタイム
- フジテレビ
  - キッコーマンインフォマーシャル
- テレビ朝日
  - SANKYOインフォマーシャル
- テレビ東京
  - マゼランの魂[66]（2012年5月20日 - ）（レポーター）
- チバテレ
  - 達人道（2012年4月1日 - ）（リポーター）

### スチール
- 『LUMINE』
- 『LAQUA』
- 『ペニンシュラ東京』

### 新聞
- 『住宅ローン見直し計画』（朝日新聞社とSBIモーゲージ株式会社タイアップ記事）

### 雑誌
- 『TOKYO一週間』
- 『CLASSY』
- 『新・週刊フジテレビ批評 vol.01、vol.02、vol.03』[67]
- 『MISS』[68]（世界文化社、2010年7月28日発売）
- 『AneCan』（小学館）
  - 2010年10月号 [69]（2010年9月7日発売）
  - 2011年1月号[70]（2010年12月7日発売）
  - 2011年5月号[71]（2011年4月7日発売）
  - 2011年6月号[72]（2011年5月7日発売）
  - 2011年8月号[73]（2011年7月7日発売）
- 『週刊TVガイド』（静岡版）（東京ニュース通信社）
  - 2011年3月18日号[74]（2011年3月9日発売）
- 『週刊プレイボーイ』（集英社）
  - 2011年4月25日号[75]（2011年4月11日発売）
  - 2011年9月12日号[76]（2011年8月29日発売）
  - 2011年12月19日号[77]（2011年12月5日発売）
- 『FLASH』
  - 2011年7月26日号[78]（光文社、2011年7月12日発売）
- 『フライデー (雑誌)』
  - 2011年12月23日号[79]（講談社、2011年12月9日発売）
- 『R25』
  - 2011年9月1日号[80]（リクルート、2011年9月1日発行）
- 『月刊リベラルタイム』
  - 『石田紗英子のFree Talking』[81][82][83][84][85][86][87][88][89][90][91][92][93]（リベラルタイム出版社、2011年10月3日発行）
- 『週刊サッカーダイジェスト』
  - 2012年4月3日号[94]（日本スポーツ企画出版社、2012年3月21日発売）
- 『SPA!』
  - 2012年4/10・4/17合併号[95]（扶桑社、2012年4月3日発売）

### WEB
- ザ・ペニンシュラ東京 公式ウェブサイト（モデル）
- 『ICHI』映画プロモーション
- an・an 読者対象 まつゆう＊さん 『ゆるゆるtwitter講座』
- 最速レビュー!NTTドコモ 2012夏モデル 新商品・新サービス発表会（2012年5月16日）（MC）
- 2012冬モデル 新商品・新サービス 最速レビュー（2012年10月11日）（MC）
- 優木まおみの南国女子3人旅 - ミニストップ 『南国カンジル!! キャンペーン!』 Web動画（2010年7月24日時点のアーカイブ）
- ニコニコ生放送
  - 【公式生放送】「新・週刊フジテレビ批評」批評[96]#2、[97]#3、[98]#4[99]#5[100]#6[101]#7[102]#8[103]（MC）
  - 映画「デュー・デート ～出産まであと5日! 史上最悪のアメリカ横断～」公開記念 ― 大激論! ビバ・コメディ! ―[104]（2011年1月21日）（MC）
  - 映画『キリン POINT OF NO RETURN!』ニコ生独占舞台挨拶＆プレミアムオンライン無料試写会[105] （2012年2月23日）（MC）
  - 映画『アナザー Another』公開前夜「わらえない話」祭り[106] （2012年8月3日）（MC）
  - デーブ・スペクター生出演！「PERSON of INTEREST／パーソン・オブ・インタレスト」特番&「第1話」鑑賞会[107]（2012年2月23日）（MC）
  - 号外! ニコニコニュース[108][109][110][111][112]（アシスタント）
  - 青木理のニュース現場主義[113][114]（アシスタント）
  - 池田信夫のいまさら聞けない経済学[115]（アシスタント）
  - ニコニコ神社2012～つまり長く太くやろうぜ～【1日目】[116] （アシスタント）
  - 今だけ限定!これが「もれら」のニコ厨ストラップ！～ストラップヤ編～[117] （MC）
  - ニコ生×BSフジ ニコニ（コ）ンパス[118][119][120][121][122][123][124][125]
  - ドコモ 2012夏モデル新商品内覧会 メーカーパネルディスカッション&突撃インタビュー[126]（MC）
  - ドコモ 2012冬モデル　最深スマホレビュー ～吉田尚記と石田紗英子がメーカーに迫る！～[127][128]（MC）
  - 角川文庫×ニコニコ超夏祭り4時間SP～TVCMを掛けたナマケット書評バトル開催～ [129]（MC）
- 現代ビジネス（講談社）紗英子の「おしえて、FX!」
- ザ・ナショナル・トラスト コスメHP [130]（インタビュー）
- ケアネットフラッシュ（ケアネット）[131]
- GQ JAPAN（コンデナスト・ジャパン）[132]（インタビュー）

### イベント
- 第4回 地方創生経営者フォーラム・静岡（2019年7月22日）（司会）
- CHANDON Blossom Lounge オープニングパーティー（2019年3月15日）（司会）
- 和歌山県有田市・リクルート 新たな就農支援スキーム記者発表会（2019年3月14日）（司会）
- BIGLOBE「第11回 温泉大賞」（2019年3月12日）（司会）[133]
- 第4回 地方創生経営者フォーラム・千葉（2019年1月18日）（司会）
- 『ICHI』映画プロモーション
- 野村忠宏トークショー（レギュラーMC）
- ソン・スンホン『エデンの東』2008（イベントMC）
- BMW JAPAN
  - BMW JAPAN Group Studio（ナレーター）
  - BMW M CIRCUIT DAY（イベントMC）
- 生島ヒロシ講演会（MC）
- ゴディバ（イベントMC）
- an・an 読者対象 まつゆう＊さん『ゆるゆるtwitter講座』（イベントMC）
- SAMURAI BLUE CAFE デイリースポーツデー（イベントMC）
- au NEW COLLECTION 2010 SUMMER 発表会（レポーター）
- ミニストップ 30周年記念イベント（イベントMC）
- 毛原大樹公開生放送パフォーマンス『最後のテレビvol,1』（2011年2月15日）（イベントMC）
- 第15回国際電子出版EXPO（2011年7月8日）（イベントMC）
- 現代ビジネス（講談社）『外為戦略情報室』セミナー「世界金融を行きぬくマネー講座」（2011年11月10日）

### ラジオ
- J-WAVE『Jam the WORLD』（2012年5月15日）[134]（アシスタント）
- FMヨコハマ
  - 『FUTURESCAPE』（2012年11月3日）[135]（アシスタント）

### PV
- Xperia™ AX SO-01E[136][137][138][139]（2012年10月10日）